# Boy Kills World
Boy Kills World är en action-thrillerfilm från 2023. Filmen är regisserad av Moritz Mohr, med manus skrivet av Arend Remmers och Tyler Burton Smith. Filminspelningarna påbörjades i Kapstaden, Sydafrika den 14 februari 2022.
Filmen hade världspremiär på Toronto International Film Festival i september 2023. Den hade biopremiär i Sverige den 3 maj 2024, utgiven av Noble Entertainment.

## Rollista (i urval)
- Bill Skarsgård – Boy
- Jessica Rothe – June 27
- Famke Janssen – Hilda van der Koy
- Michelle Dockery – Melanie van der Koy
- Yayan Ruhian – schaman
- Isaiah Mustafa – Benny
- Andrew Koji – Basho
- Quinn Copeland – Mina
- Brett Gelman – Gideon van der Koy
- Sharlto Copley – Glen van der Koy